# Lomboque Ocidental

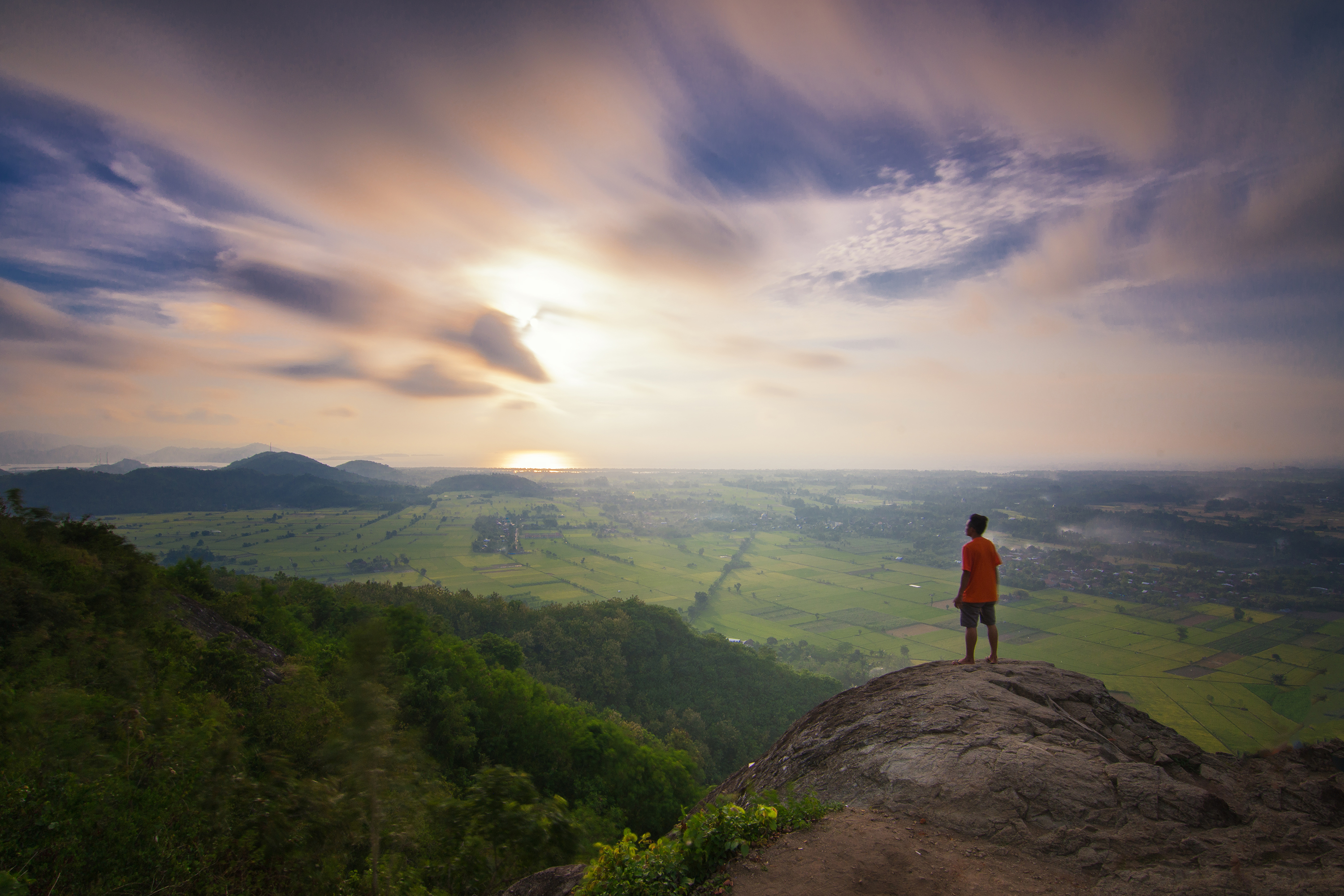
Paisagem perto de Gerung

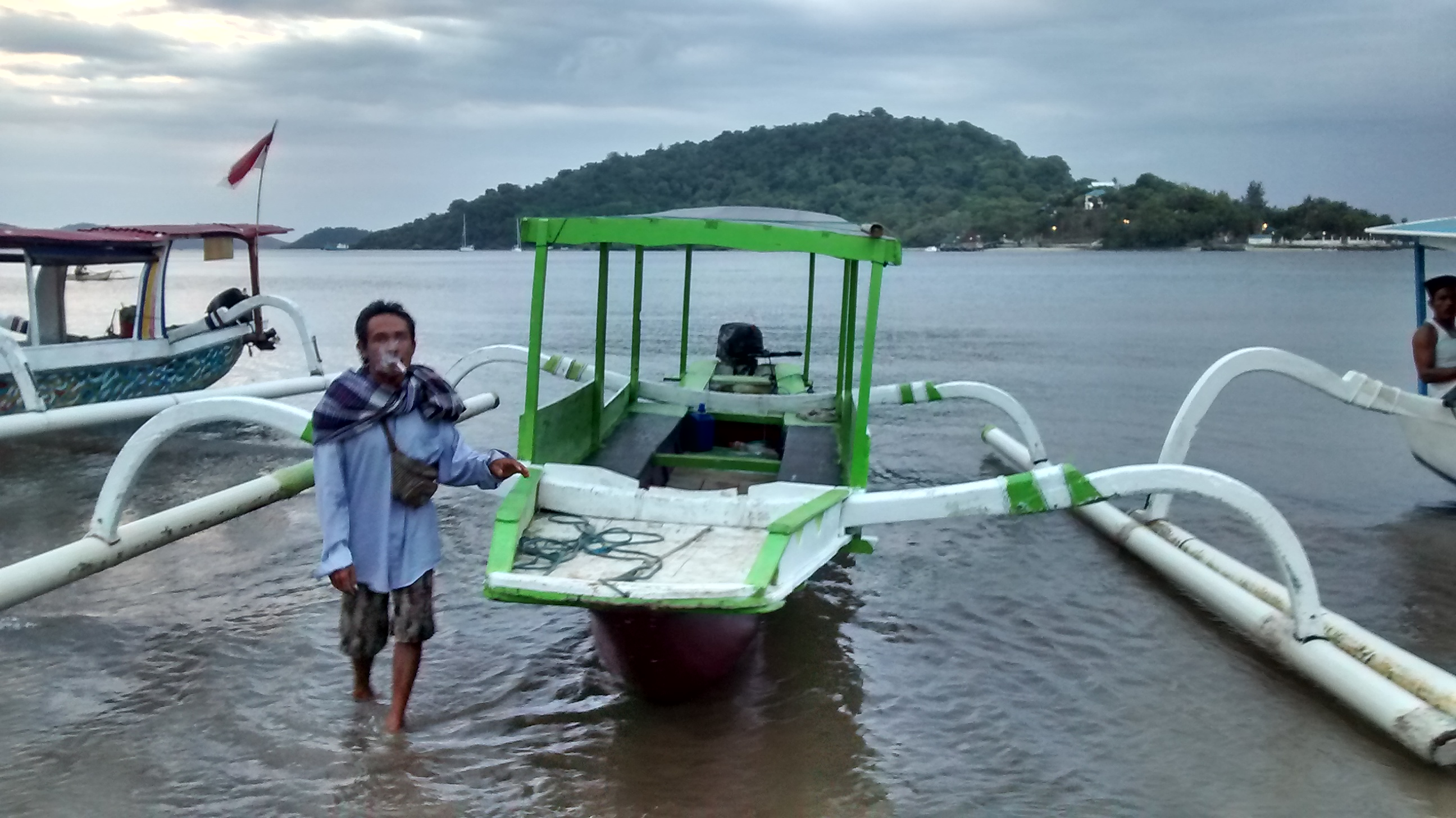
Península de Sekotong, na extremidade sudoeste de Lomboque

Lomboque Ocidental (em indonésio: Kabupaten Lombok Barat) é uma regência (kabupaten) da província Indonésia de Sonda Ocidental, situada na costa ocidental da ilha de Lomboque, rodeando a capital, Matarão. Tem 922,91 km² de área e em 2023 a estimativa oficial de população era 753 641 habitantes (densidade: 816,6 hab./km²). A capital da regência é a cidade de Gerung.
A regência é limitada a norte pela regência de Lomboque Setentrional, a leste por Lomboque Central, a oeste pelo estreito de Lomboque e a sul pelo oceano Índico. A montanha mais alta de Lomboque, o vulcão Rinjani fica a nordeste de Lomboque Ocidental.
A costa ocidental de Lomboque é a área da ilha com maior atividade turística, concentrando-se sobretudo em Senggigi e na faixa costeira até Klui, na fronteira com a regência de Lomboque Setentrional, e para sul até Montong (a norte de Matarão), onde há muitos hotéis, restaurantes, bares, discotecas e outros estabelecimentos de entretenimento e hoteleiros. 

## História
A regência foi criada em agosto de 1958 e originalmente incluía a parte norte de Lomboque e a região da capital da ilha e da província de Sonda Ocidental, Matarão. Em julho de 1993, Matarão separou-se da regência e a capital de Lomboque Ocidental passou a ser Gerung, na parte sul da regência, o que fez com que os cinco distritos do noroeste da ilha passassem a ficar muito distantes da capital da regência. Isso levou a que em julho de 2008 fosse criada a regência de Lomboque Setentrional, constituída pelos territórios do norte da regência de Lomboque Ocidental.

## Geografia
A precipitação é mais baixa na parte sul da regência do que na parte norte, nas terras mais altas do sopé e encostas do monte Rinjani. Esta monatanha abastece de água a maior parte da região e vários rios da parte oriental de Lomboque nascem nas suas encostas.
Uso do solo e do mar
45% da área da regência é ocupada por florestas, 26% são terrenos agrícolas, 15% áreas protegidas e pastagens e 5,3% áreas urbanizadas. Os restantes 9% do território são usados para pecuária e pesca. Os principais produdos agrícolas são o arroz, copra e mandioca. A mineração de ouro, prata e cobre estava a ganhar importância na década de 2000, especialmente no distrito de Sekotong. Há alguma indústria de pesca, produção de pérolas e aquaculturas de camarões. O crescimento do turismo diminui a tradicional dependência económica da agricultura e pesca.
Etnias
A maioria da população é constituída por sassaques, a etnia indígena de Lomboque, havendo também minorias de balineses, indonésios chineses (descendentes de chineses que em grande parte dos casos se instalaram nos arquipélagos indonésios há vários séculos) e indonésios árabes, sobretudo descendentes de iemenitas que se instalaram na localidade portuária de Ampenan (atualmente parte de Matarão) há vários séculos.
Religião
A maior parte da população é muçulmana, havendo minorias cristãs, hindus, budistas e confucionistas.
Língua
A língua mais usada na regência é o sassaque, sobretudo os dialetos locais. O indonésio é usado quotidianamente nos negócios, administração governamental, hotéis e lojas maiores em Senggigi.

### Subdivisões administrativas
A regência está dividida em 10 distritos, os quais por sua vez se dividem em 122 "aldeias administrativas". Estas "aldeias" são de dois tipos: urbanas (kelurahan) ou rurais (desa). À exceção de 3 kelurahans no distrito de Gerung, todas as "aldeias" de Lomboque Ocidental são desas. O distrito de Sekotong inclui 35 pequenas ilhas ao largo da costa sudoeste.
| Distrito    | População (est. 2023) | Área (km²) | Dens. pop. (hab./km²) | Nº de aldeias |
| ----------- | --------------------- | ---------- | --------------------- | ------------- |
| Batu Layar  | 56 008                | 42,68      | 1 312,28              | 9             |
| Gerung      | 93 592                | 60,31      | 1 551,85              | 14            |
| Gunung Sari | 99 229                | 84,17      | 1 178,91              | 16            |
| Kediri      | 66 319                | 21,14      | 3 137,13              | 10            |
| Kuripan     | 43 672                | 25,03      | 1 744,79              | 6             |
| Labu Api    | 82 480                | 23,88      | 3 453,94              | 12            |
| Lembar      | 56 840                | 77,20      | 736,27                | 10            |
| Lingsar     | 79 176                | 115,47     | 685,68                | 15            |
| Narmada     | 107 201               | 128,78     | 832,44                | 21            |
| Sekotong    | 69 124                | 344,25     | 200,8                 | 9             |
| Total       | 753 641               | 922,91     | 816,59                | 122           |